# Elektrostatyka

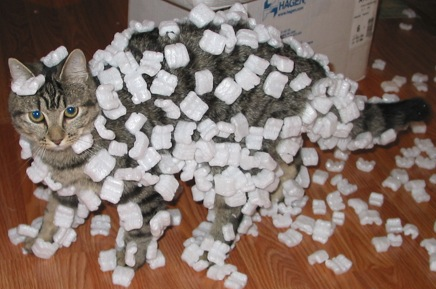
Efekt elektrostatyczny: granulat styropianowy przywiera do sierści kota z powodu elektryczności statycznej. Efekt tryboelektryczny powoduje gromadzenie się ładunku elektrostatycznego na powierzchni sierści w wyniku ruchów kota. Pole elektryczne ładunku powoduje polaryzację cząsteczek styropianu w wyniku indukcji elektrostatycznej, co powoduje lekkie przyciąganie lekkich kawałków plastiku do naładowanego futra.

Elektrostatyka – dziedzina fizyki zajmująca się oddziaływaniami pomiędzy nieruchomymi ładunkami elektrycznymi. Oddziaływania te zwane są elektrostatycznymi. Elektrostatyka rozpatruje też ładunki poruszające się, o ile pomija się wszystkie efekty wynikające z ruchu ładunków z wyjątkiem zmiany ilości ładunku. Analogicznie, magnetostatyka zajmuje się polami magnetycznymi stałymi w czasie.

## Historia
O istnieniu oddziaływań elektrostatycznych wiedziano już w starożytności. Dwadzieścia sześć wieków temu grecki filozof i matematyk Tales z Miletu (620-540 p.n.e.) spostrzegł, że potarty suknem bursztyn przyciąga drobne, lekkie ciała jak np. drewniane wiórki. Nazwa elektryczność pochodzi od greckiego słowa ήλεκτρον (ēlektron) oznaczającego bursztyn.

## Sposoby elektryzowania ciał

### Przez tarcie
Elektryzowanie polega na pocieraniu jednego ciała o drugie, następuje także w wyniku zetknięcia początkowo nienaelektryzowanych ciał i rozdzielenie ich, występuje także podczas uderzenia kropli cieczy w ciało stałe.
Potarta suknem laska ebonitowa elektryzuje się ujemnie a sukno dodatnio. Laska szklana zaś potarta jedwabiem elektryzuje się dodatnio a jedwab ujemnie.

### Przez dotyk
Elektryzować można też przez zetknięcie ciała nienaelektryzowanego z ciałem naelektryzowanym, gdyż ładunek elektryczny może przechodzić z jednego ciała na drugie.

### Przez indukcję (wpływ)
Ciało można też naelektryzować przez indukcję (wpływ). Ten sposób elektryzowania polega na zbliżeniu do elektryzowanego ciała innego ciała naelektryzowanego. Jeżeli w elektryzowanym ciele wytworzone ładunki nie zostaną przeniesione na inne ciała lub będą mogły powrócić do poprzednich miejsc, to po oddaleniu ciała naelektryzowanego pole elektrostatyczne ciała zanika.

## Elektryczność statyczna
Elektryczność statyczna jest to zespół zjawisk towarzyszących pojawieniu się niezrównoważonego ładunku elektrycznego na materiałach o małej przewodności elektrycznej (dielektrykach, materiałach izolacyjnych) lub na odizolowanych od Ziemi obiektach przewodzących (np. ciele człowieka, elementach urządzeń, itp.). Ładunki te wytwarzają wokół siebie pole elektrostatyczne o natężeniu tym większym, im większa jest wartość ładunku.

## Zagrożenia elektrycznością statyczną
Zagrożenia elektrycznością statyczną są spowodowane bezpośrednim oddziaływaniem pola elektrycznego wytwarzanego przez naelektryzowane obiekty lub oddziaływaniem wyładowań elektrostatycznych. Wyróżnia się trzy rodzaje zagrożeń:
- niekorzystne oddziaływanie na człowieka
- zakłócenia procesów technologicznych
- pożarowo-wybuchowe.

## Ochrona odgromowa
Ochrona odgromowa to inaczej ochrona przed wyładowaniami elektrycznymi w powietrzu (piorunami).
Zadaniem urządzeń odgromowych jest ochrona życia i zdrowia ludzi oraz ich mienia przed niszczącym działaniem wyładowań atmosferycznych. Pierwsze i do dziś używane piorunochrony wykorzystują zasadę działania opracowaną przez Franklina i Faradaya. Wyładowanie powstaje w wyniku różnicy potencjałów między chmurami a ziemią, nagromadzony ładunek przeskakuje po elementach o najmniejszym oporze elektrycznym. Chcąc uniknąć jego niszczącego przepływu przez części budynków, należy umożliwić mu swobodny przepływ do ziemi po specjalnie w tym celu zaprojektowanej instalacji odgromowej.
Piorunochron składa się z części nadziemnej i podziemnej:
- część nadziemna – są to zwody pionowe lub poziome, umocowane nad chronionym obiektem, i przewody odprowadzające;
- część podziemna składa się z przewodów uziemiających oraz uziomów:
  - naturalnych – zespołu przedmiotów metalowych lub żelbetowych umieszczonych w gruncie w celu innym niż uziemienie, np.: zbrojenia części podziemnych budynków, metalowe rurociągi itp.,
  - sztucznych – prętów lub płaskowników stalowych ocynkowanych lub pomiedziowanych: punktowych, otokowych lub ich kombinacji.

Zadaniem zwodów jest przejęcie na siebie wyładowania atmosferycznego, zadaniem przewodów odprowadzających jest przekazanie go do uziomu. Rolą uziomu jest doprowadzenie energii wyładowania do ziemi i jej rozproszenie.

## Prawo Coulomba
Prawo Coulomba jest podstawowym prawem elektrostatyki, podaje wartość siły z jaką działają na siebie punktowe ładunki elektryczne. Głosi, że siła wzajemnego oddziaływania dwóch punktowych ładunków elektrycznych jest wprost proporcjonalna do iloczynu ładunków i odwrotnie proporcjonalna do kwadratu odległości między ich środkami.
Z prawa tego wynika, że im większy ładunek będą miały punktowe ciała, tym między nimi będzie większa siła; także im większa odległość będzie między nimi, tym mniejsza siła będzie między nimi.
Prawo to opublikował w 1785 Charles Coulomb.